# Amasya
Amasya (in greco Αμασεια?) è una città della Turchia, capoluogo dell'omonima provincia.
L'antica Amasea diede i natali al grande geografo greco Strabone e a San Rufino Vescovo e Martire, primo vescovo di Assisi e titolare della Cattedrale di Assisi in Italia. Amasea faceva parte del regno del Ponto ed al termine della terza guerra mitridatica entrò a far parte della provincia romana di Bitinia e Ponto. Fu sede metropolitana.

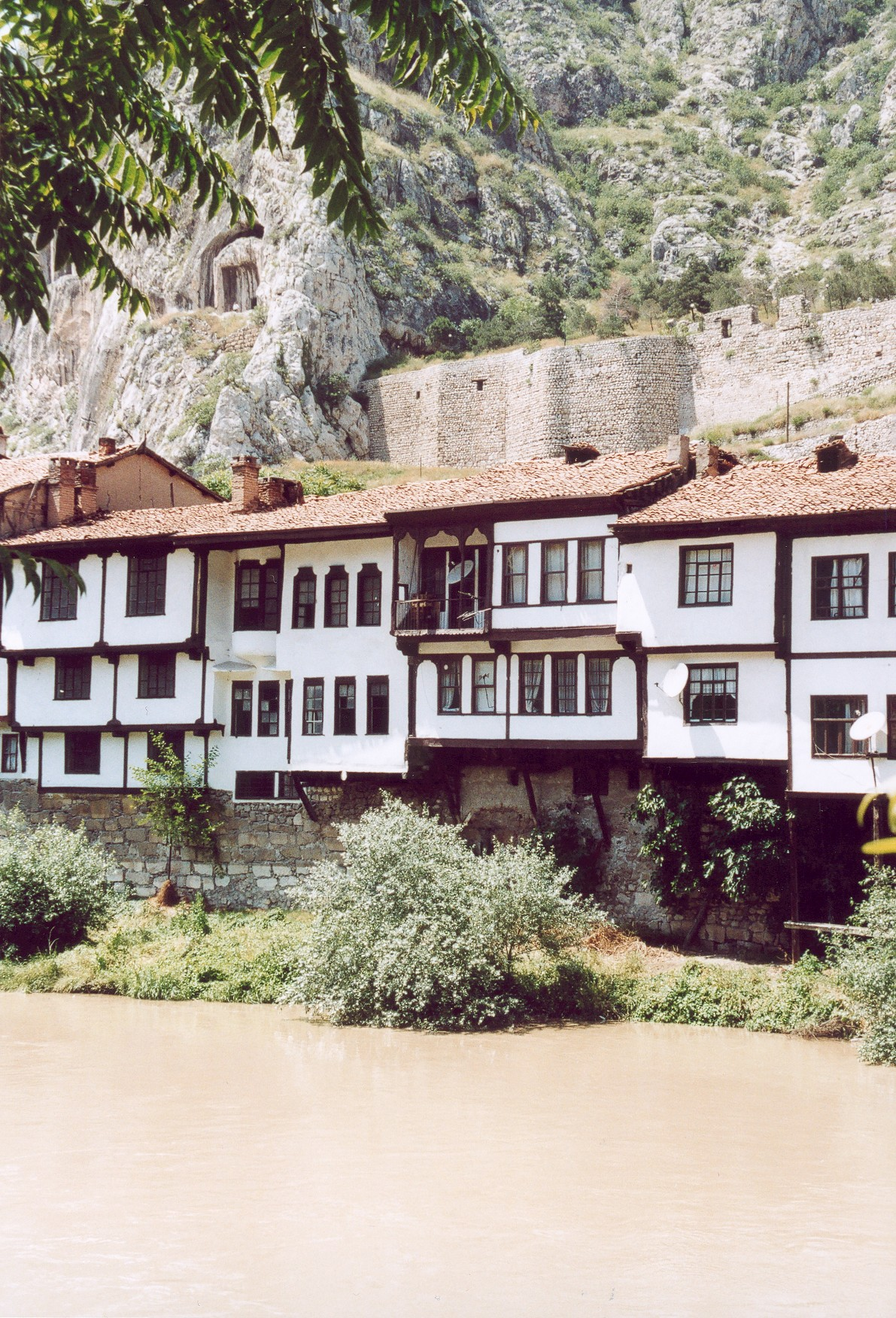
Tipiche case ottomane di Amasya
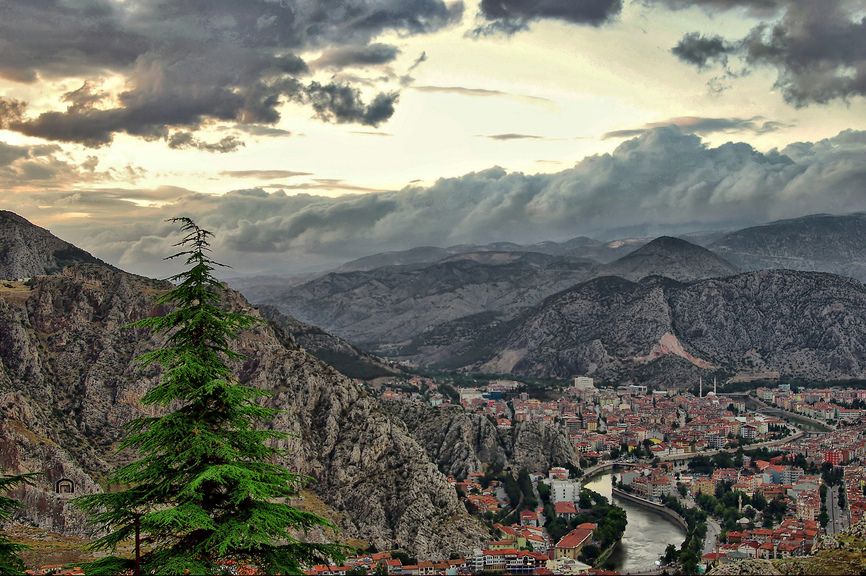
Amasya

## Letteratura
Ad Amasya è ambientato parte del libro Le rose di Ester, di Margaret Ajemian Ahnert, dove la scrittrice racconta del genocidio armeno, narratole dalla madre, Ester appunto, che, giovanissima, sopravvisse al massacro.